# Newton (Äußere Hebriden)
Newton, schottisch-gälisch: Baile Mhic’ Phàil, ist ein Weiler auf der schottischen Hebrideninsel North Uist, die zu den Äußeren Hebriden zählt. Historisch lag er in der traditionellen Grafschaft Inverness-shire.

## Lage
Newton liegt nahe der Nordküste North Uists. Gegenüber liegt die Gezeiteninsel Lingay, die über bei Niedrigwasser trockenfallende Sandbänke zugänglich ist. Die nächstgelegenen Ortschaften sind die Weiler Newtonferry im Norden und Trumisgarry im Süden. Von der Nachbarinsel Berneray führt der Berneray Causeway die B893 nach North Uist. Diese führt durch Trumisgarry zur A865 und erschließt die Ortschaft. Südöstlich erhebt sich der 190 Meter hohe Beinn Mhòr („Großer Berg“) mit seiner Beinn Bhreac genannten Nebenkuppe.

## Geschichte
Nahe dem Standort des ehemaligen Jagdsitzes Newton House wurden ein Souterrain und vermutlich Reste einer eisenzeitlichen Siedlung gefunden. 1955 wurde ebenfalls in der Nähe eine Steinkiste mit dem Skelett einer Frau gehoben, die auf einer historische Feuerbestattung schließen lässt. Auf einer Insel im Loch an Sticir nordöstlich der Ortschaft befinden sich die denkmalgeschützten Reste des Brochs Dun an Sticir. Zu den historischen Gebäuden der kleinen Ortschaft zählen die Cottages Tigh Na Boireach und das Boreray Cottage.